# Bacteria quadrilobata
Bacteria quadrilobata är en insektsart som beskrevs av Lucien Chopard 1911. Bacteria quadrilobata ingår i släktet Bacteria och familjen Diapheromeridae. Inga underarter finns listade.